# Suzanne Williams
Suzanne Elizabeth Williams (ur. 25 czerwca 1956) – australijska judoczka. Olimpijka z Seulu 1988, gdzie zajęła pierwsze miejsce w turnieju pokazowym. Walczyła w wadze lekkiej.
Srebrna medalistka mistrzostw świata w 1982, 1984 i 1987; piąta w 1980; siódma w 1986. Wicemistrzyni igrzysk Wspólnoty Narodów w 1990. Zdobyła sześć medali mistrzostw Oceanii w latach 1977 - 1990. Mistrzyni Australii w latach 1975-1984 i 1986-1990.

## Letnie Igrzyska Olimpijskie 1988
| Konkurencja | Eliminacje             | Finały                   | Finały             | Klas. końcowa |
| Konkurencja | Przeciwnik I           | Przeciwnik I             | Przeciwnik II      | Miejsce       |
| ----------- | ---------------------- | ------------------------ | ------------------ | ------------- |
| 56 kg       | Naglaa Mohamed (EGY) Z | Catherine Arnaud (FRA) Z | Liu Guizhu (CHN) Z | 1.            |